# Dreizähniger Steinbrech
Der Dreizähnige Steinbrech (Saxifraga depressa) ist eine Pflanzenart aus der Gattung Steinbrech (Saxifraga) in der Familie der Steinbrechgewächse (Saxifragaceae). Er ist nahe verwandt mit dem Mannsschild-Steinbrech (Saxifraga androsacea).

## Merkmale
Der Dreizähnige Steinbrech ist eine ausdauernde Pflanze, die Wuchshöhen von 5 bis 10 Zentimeter erreicht. Sie wächst lockerrasig. Die Rosettenblätter sind bis 30 Millimeter lang, 6 bis 10 Millimeter breit, dicklich und keilförmig. Sie sind vorne meist tief dreizähnig, der mittlere Zahn ist länger. Sie sind 7 bis 30 Millimeter lang und 5 bis 10 Millimeter breit. Am Rand und auf den Flächen sind die Rosettenblätter und die 0 bis 2 Stängel- und Tragblätter kurzdrüsig behaart. Der Stängel ist aufrecht, kräftig, drüsig und trägt bis zu 10 Blüten. Die Kelchzipfel sind eiförmig, stumpf und 1,5 bis 2 Millimeter lang. Die Kronblätter sind 4 bis 5 Millimeter lang, weiß gefärbt, dreinervig, länglich verkehrt-eiförmig und etwa doppelt so lang wie die Kelchzipfel. Die Staubblätter sind etwa so lang wie die Kelchzipfel. Der Fruchtknoten ist unterständig. Die Fruchtkapse ist rundlich eiförmig. Die Samen sind eiförmig, graubraun, 0,6 Millimeter lang und fein papillös.
Blütezeit ist von Juni bis August.

## Vorkommen
Der Dreizähnige Steinbrech ist ein Endemit der westlichen Dolomiten. Er wächst in der alpinen Stufe in schattigen Lagen auf feuchtem Schutt, meist auf Porphyr, in Höhenlagen von 2000 bis 2850 Metern. Er ist eine Charakterart des Saxifragetum depressae (Verband Androsacion alpinae).